# Điều khiển chuyến bay vào địa hình

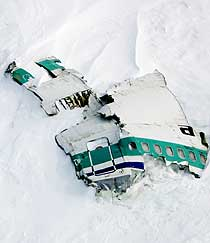
Đống đổ nát chuyến bay 901 của Air New Zealand, một tai nạn do CFIT xảy ra vào năm 1979 ở Nam Cực.

Một chuyến bay có kiểm soát vào địa hình (CFIT viết tắt của Controlled Flight Into Terrain), đọc là Cee-fit là một tai nạn, trong đó một máy bay, do phi công kiểm soát, được vô tình bay xuống mặt đất, một ngọn núi, một mặt nước hoặc một trở ngại. Trong một kịch bản CFIT điển hình, phi công không biết về thảm họa sắp xảy ra cho đến khi quá muộn. Thuật ngữ này được đặt ra bởi các kỹ sư tại Boeing vào cuối những năm 1970.
Tai nạn khi máy bay mất kiểm soát tại thời điểm va chạm, do lỗi máy móc hoặc lỗi phi công, không được coi là CFIT (chúng được gọi là chuyến bay không kiểm soát vào địa hình), cũng không phải là sự cố do hành động cố ý của người tại kiểm soát, chẳng hạn như hành động khủng bố hoặc phi công tự sát.
Theo Boeing, CFIT là nguyên nhân hàng đầu gây ra các loạt tai nạn máy bay, khiến hơn 9.000 người chết kể từ khi bắt đầu thời đại máy bay thương mại. CFIT được xác định là nguyên nhân của 25% các rủi ro trong lớp A của USAF từ năm 1993 đến 2002.

## Nguyên nhân
Mặc dù có nhiều lý do tại sao một chiếc máy bay có thể bay vào địa hình, bao gồm các vấn đề về thời tiết và thiết bị điều hướng xấu, lỗi phi công là yếu tố phổ biến nhất được tìm thấy trong các vụ tai nạn CFIT.
Loại lỗi phi công phổ biến nhất trong các vụ tai nạn CFIT là việc phi công luôn luôn không biết vị trí của họ là gì và vị trí thực tế của họ liên quan đến độ cao của bề mặt Trái Đất bên dưới và ngay lập tức như thế nào bay (mất nhận thức tình huống). Sự mệt mỏi có thể khiến các chuyên gia thậm chí có kinh nghiệm cao mắc phải những lỗi đáng kể, mà đỉnh điểm là tai nạn CFIT. Đồng thời, các máy bay chiến đấu trên không chiến thuật có thể gặp phải tình trạng mất ý thức do lực G (G-Loc), dẫn đến tai nạn CFIT.
Tai nạn CFIT thường liên quan đến va chạm với địa hình như đồi núi trong điều kiện tầm nhìn bị giảm, trong khi tiến hành tiếp cận hạ cánh tại sân bay đích. Đôi khi, một yếu tố góp phần có thể là trục trặc thiết bị điều hướng tinh vi, nếu không được phi hành đoàn phát hiện, có thể khiến họ hiểu lầm về việc điều khiển máy bay không đúng cách, mặc dù có thông tin khác nhận được từ thiết bị hoạt động đúng.

## Giải pháp
Trước khi lắp đặt hệ thống cảnh báo điện tử đầu tiên, biện pháp phòng vệ duy nhất chống lại CFIT là đào tạo mô phỏng thí điểm, quy trình truyền thống, quản lý tài nguyên phi hành đoàn (CRM) và giám sát radar bằng các dịch vụ không lưu. Trong khi những yếu tố đó làm giảm tỷ lệ tai nạn như vậy, họ đã không loại bỏ chúng. Để hỗ trợ thêm trong việc ngăn ngừa tai nạn CFIT, các nhà sản xuất đã phát triển hệ thống cảnh báo và nhận biết địa hình (TAWS). Thế hệ đầu tiên của những hệ thống này được gọi là hệ thống cảnh báo gần mặt đất (GPWS), sử dụng máy đo độ cao radar để hỗ trợ tính toán tốc độ đóng địa hình. Hệ thống đó đã được cải thiện hơn nữa với việc bổ sung cơ sở dữ liệu địa hình GPS và hiện được gọi là hệ thống cảnh báo gần mặt đất nâng cao (EGPWS). Khi kết hợp với đào tạo giả lập phi công bắt buộc, trong đó nhấn mạnh các phản ứng thích hợp đối với bất kỳ sự kiện cảnh báo hoặc cảnh báo nào, hệ thống đã tỏ ra rất hiệu quả trong việc ngăn ngừa các tai nạn CFIT tiếp theo.
Máy bay nhỏ hơn thường sử dụng cơ sở dữ liệu GPS về địa hình để cung cấp cảnh báo địa hình. Cơ sở dữ liệu GPS chứa cơ sở dữ liệu về địa hình gần đó và sẽ hiển thị địa hình gần máy bay có màu đỏ hoặc vàng tùy thuộc vào khoảng cách của nó với máy bay.
Thống kê cho thấy, nếu TAWS hoặc EGPWS là máy bay được xử lý đúng cách được trang bị một EGPWS thế hệ thứ hai thì không gặp phải tai nạn CFIT. Tuy nhiên, có ít nhất hai vụ tai nạn máy bay CFIT với EGPWS / TAWS trong đó phi hành đoàn đã phớt lờ hoặc cảnh báo quá mức: thảm họa hàng không Mirosławiec và tai nạn máy bay Sukhoi Su-100 ở núi Salak. Trong trường hợp sau, TAWS đã hoạt động nhưng phi công cố tình tắt nó đi.